# Creme (culinária)
O creme na culinária pode significar uma variedade de preparações culinárias à base de leite adoçado, queijo, ou creme cozido com ovo ou gema de ovo para engrossar e, às vezes, também com farinha, amido de milho ou gelatina. Dependendo da receita, o creme pode variar em consistência, desde um molho fino para servir (crème anglaise ou creme inglês em português) até o creme de confeiteiro espesso (crème pâtissière) usado para rechear éclairs. Os cremes mais comuns são usados em sobremesas com base de creme (como cheesecake, crème brûlée, clafoutis, sonho, pastel de nata, quindim, pudim) ou molhos para sobremesa e normalmente incluem açúcar e baunilha. No entanto, também são encontrados cremes salgados, por exemplo, em quiches.

## Preparo
Um creme geralmente é cozido em banho-maria ou aquecido suavemente em uma panela no fogão, embora também possa ser cozido no vapor, assado no forno com ou sem banho-maria ou até mesmo cozido em uma panela de pressão. O preparo de cremes é uma operação delicada, pois um aumento de temperatura de 3 a 6 °C leva ao cozimento excessivo e à formação de coalhada. Em geral, um creme totalmente cozido não deve exceder 80 °C; ele começa a endurecer a 70 °C. Um banho-maria retarda a transferência de calor e facilita a remoção do creme do forno antes que ele coagule. Adicionar uma pequena quantidade de amido de milho à mistura de ovo e açúcar estabiliza o creme resultante, permitindo que ele seja cozido em uma única panela, bem como em um banho-maria. Um banho-maria sous vide pode ser usado para controlar a temperatura com precisão.

## Variações

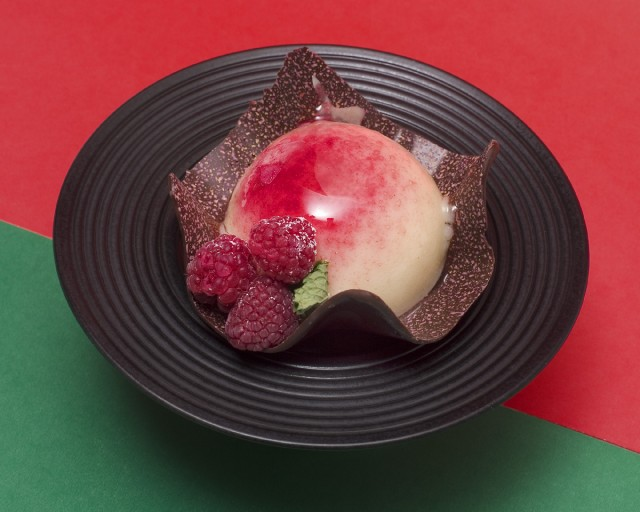
Uma preparação formal de creme, decorada com framboesas

Embora "creme" possa se referir a uma ampla variedade de pratos espessos, tecnicamente (e na culinária francesa), a palavra creme (crème ou, mais precisamente, crème moulée, [kʁɛm mule]) se refere apenas a um creme espesso de ovos.
Quando amido é adicionado, o resultado é chamado de creme de confeiteiro (em francês: crème pâtissière, pronunciada(o) [kʁɛm pɑtisjɛːʁ], feito com uma combinação de leite ou creme, gemas de ovos, açúcar fino, farinha ou algum outro amido e, geralmente, um aroma como baunilha, chocolate ou limão. O crème pâtissière é um ingrediente fundamental em muitas sobremesas francesas, inclusive mil-folhas (ou napoleões) e tortas recheadas. Ele também é usado na confeitaria italiana e, às vezes, na torta de creme de Boston (Boston cream pie). O espessamento do creme é causado pela combinação de ovo e amido. O amido de milho ou a farinha de trigo engrossam a 100 °C e, por isso, muitas receitas instruem que o creme de confeiteiro seja fervido. Em um creme tradicional, como o creme inglês, em que o ovo é usado sozinho como espessante, a fervura resulta em cozimento excessivo e subsequente "coalhamento" do creme; no entanto, em um creme de confeiteiro, o amido evita que isso aconteça. Uma vez resfriado, a quantidade de amido no creme de confeiteiro "endurece" o creme e exige que ele seja batido antes de ser usado.

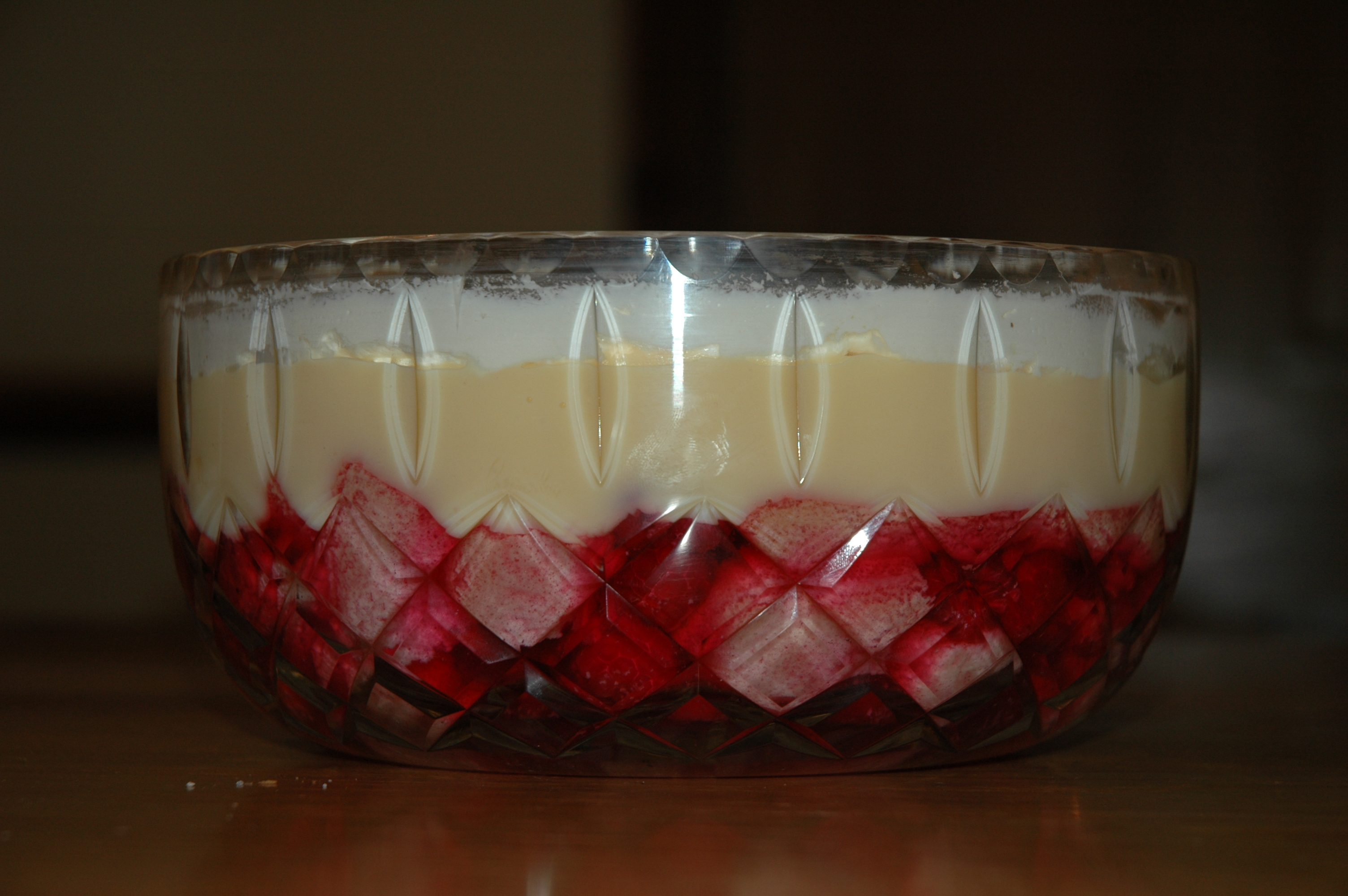
Camadas de um trifle (pavê inglês) mostrando o creme entre o bolo, as frutas e o chantilly

Quando a gelatina é adicionada, ele é conhecido como crème anglaise collée ([kʁɛm ɑ̃ɡlɛz kɔle]). Quando a gelatina é adicionada e o creme chantilly é incorporado, e ele endurece em um molde, é um bavarois. Quando o amido é usado sozinho como espessante (sem ovos), o resultado é um manjar branco (blancmange). No Reino Unido, há diversas receitas tradicionais de cremes, algumas engrossadas com amido de milho em vez do componente ovo, outras com farinha comum; ver alimento em pó.
Depois de engrossar, o creme pode ser misturado com outros ingredientes: com claras de ovos bem batidas e gelatina, é o creme chiboust; misturado com chantilly, é o crème légère, [kʁɛm leʒɛːʁ]. Bater na manteiga amolecida produz um creme de manteiga alemão ou creme mousseline.
Uma quiche é uma torta de creme salgada. Alguns tipos de timbale ou pão de legumes são feitos de uma base de creme misturada com ingredientes salgados picados. O custard royale é um creme espesso cortado em formas decorativas e usado para decorar sopa, ensopado ou caldo. Em alemão, é conhecido como Eierstich e é usado como guarnição na sopa de casamento alemã (Hochzeitssuppe). Chawanmushi é um creme salgado japonês, cozido no vapor e servido em uma tigela pequena ou em um pires. O ovo cozido no vapor chinês é um prato de ovo salgado semelhante, porém maior. Bougatsa é uma massa grega de café da manhã cuja versão doce consiste em recheio de creme de sêmola entre camadas de massa filo.
O creme também pode ser usado como camada superior em gratinados, como o bobotie sul-africano e muitas versões de mussaca dos Bálcãs.
No Peru, o leche asada ("leite assado") é um creme assado em fôrmas individuais. É considerado um prato de restaurante.

## Na culinária francesa
A culinária francesa possui diversas variações de cremes:
- O crème anglaise é um creme leve feito com ovos, açúcar, leite e baunilha (com a possível adição de amido), com outros agentes aromatizantes, conforme desejado.
  - Com creme de leite em vez de leite e mais açúcar, é a base do crème brûlée.
  - Com gemas de ovos e creme de leite, é a base do sorvete.
  - Com gemas de ovos e creme de leite batido, e estabilizado com gelatina, é a base do creme bávaro.
  - Engrossado com manteiga, chocolate ou gelatina, é uma base popular para um crémeux
- O crème pâtissière (creme de confeiteiro) é semelhante ao crème anglaise, mas engrossado com farinha
  - Com adição de aromatizantes ou frutas frescas, é a base do crème plombières
- Crème Saint-Honoré é o creme pâtissière enriquecido com claras de ovos batidas
- Crème chiboust é semelhante ao crème Saint-Honoré, mas estabilizado com gelatina
- Crème diplomate e crème légère são variações do crème pâtissière enriquecidas com chantilly
- Crème mousseline é uma variação do crème pâtissière enriquecido com manteiga
- Frangipane é um crème pâtissière misturado com macarons em pó ou amêndoas em pó

## Usos
Receitas que envolvem creme doce estão listadas na categoria de sobremesas com creme, e incluem:
- Banana custard (creme de banana)
- Crème bavaroise
- Boston cream pie (torta tradicional de Boston)
- Bougatsa (doce grego)
- Crème chiboust
- Crème brûlée
- Flan ou pudim
- Cremeschnitte (torta com creme presente na Europa central)
- Tortas de ovo, como o pastel de nata
- Wienerbrød (conhecido também como Danish)
- Eggnog ou gemada
- Trifle e pavê
- Île flottante (sobremesa francesa)
- Frangipane
- Galaktoboureko (sobremesa grega com massa filo)
- Malabi (sobremesa do Oriente Médio)
- Natillas (sobremesa espanhola)
- Pudim
- Taiyaki (doce japonês)
- Vanilla slice
- Vla (um derivado de laticínio holandês)
- Zabaglione

## História

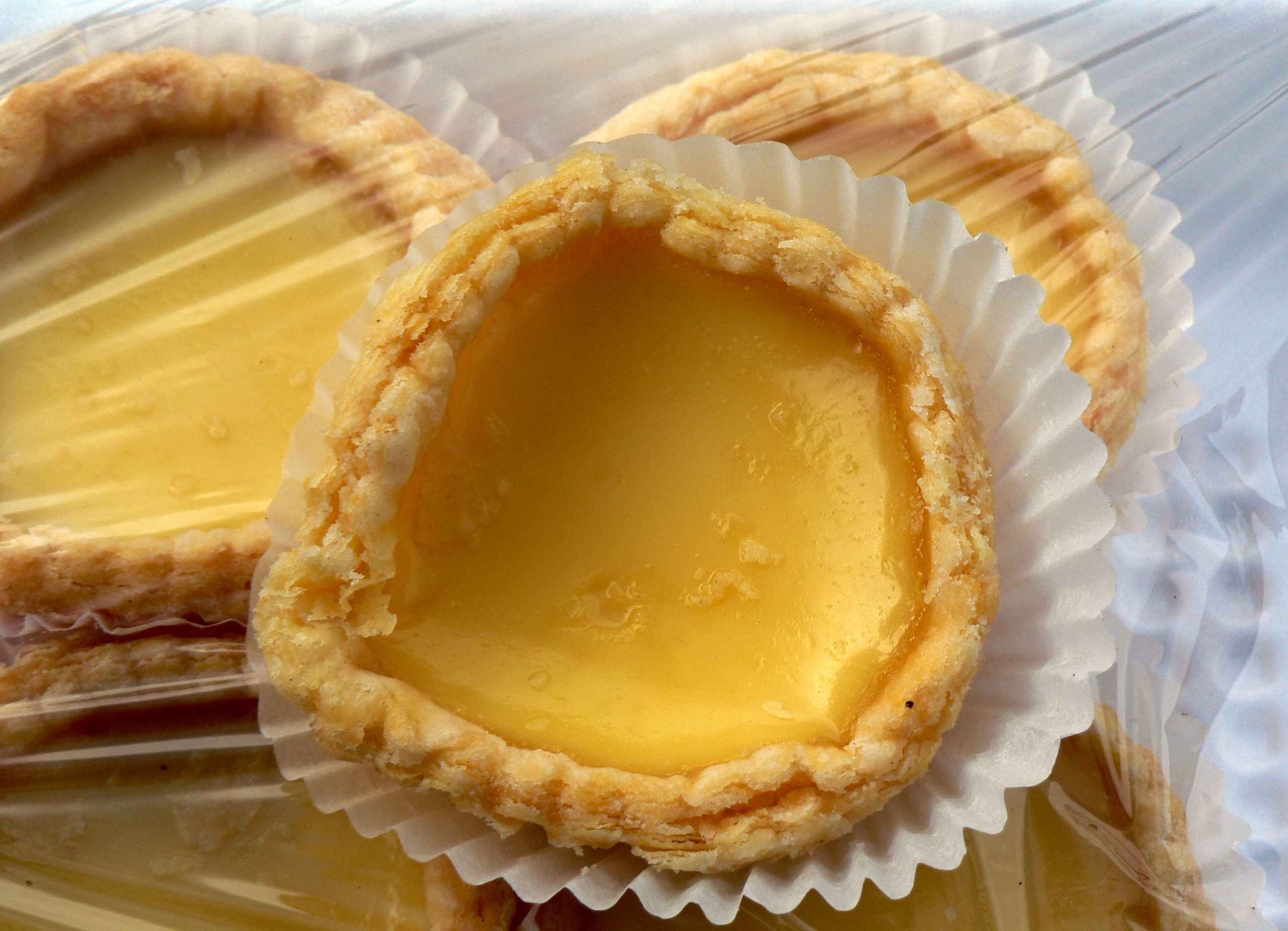
Torta de creme

Os cremes assados em massa (tortas de creme) eram muito populares na Idade Média e são a origem da palavra inglesa custard: o termo francês croustade se referia originalmente à crosta de uma torta, e é derivado da palavra italiana crostata e, por fim, do latim crustāre.
Os exemplos incluem crustardes of flessh e crustade, na coleção inglesa do século XIV Fôrma de Cury. Essas receitas incluem ingredientes sólidos, como carne, peixe e frutas, ligados pelo creme. Os cremes mexidos cozidos em panelas também são encontrados sob os nomes creme boylede e creme boiled. Alguns cremes, especialmente na era elisabetana, usavam calendula para dar cor.
Nos tempos modernos, o nome "creme de leite" às vezes é aplicado a preparações engrossadas com amido, como manjar branco e alimento em pó da Bird (Bird's Custard).

## Química
O creme cozido/mexido é engrossado pela coagulação da proteína do ovo, enquanto o mesmo dá ao creme assado sua estrutura de gel. O tipo de leite usado também afeta o resultado. O mais importante para um creme bem-sucedido é evitar o calor excessivo, que causará coagulação excessiva e sinérese, resultando em um creme coalhado.
Os ovos contêm as proteínas necessárias para a formação da estrutura de gel e emulsificantes para manter a estrutura. A gema de ovo também contém enzimas como a amilase, que pode quebrar o amido adicionado. Essa atividade enzimática contribui para o afinamento geral do creme na boca. A lecitina da gema do ovo também ajuda a manter a estrutura leite-ovo. As proteínas da clara do ovo endurecem a 60-80 °C.
Às vezes, o amido é adicionado ao creme para evitar a coagulação prematura. O amido atua como um amortecedor de calor na mistura: à medida que se hidrata, ele absorve o calor e ajuda a manter uma taxa constante de transferência de calor. Os amidos também proporcionam uma textura mais suave e uma sensação mais espessa na boca.
Se o pH da mistura for igual ou superior a 9, o gel é muito duro; se for inferior a 5, a estrutura do gel tem dificuldade de se formar, porque a protonação impede a formação de ligações covalentes.

## Propriedades físico-químicas

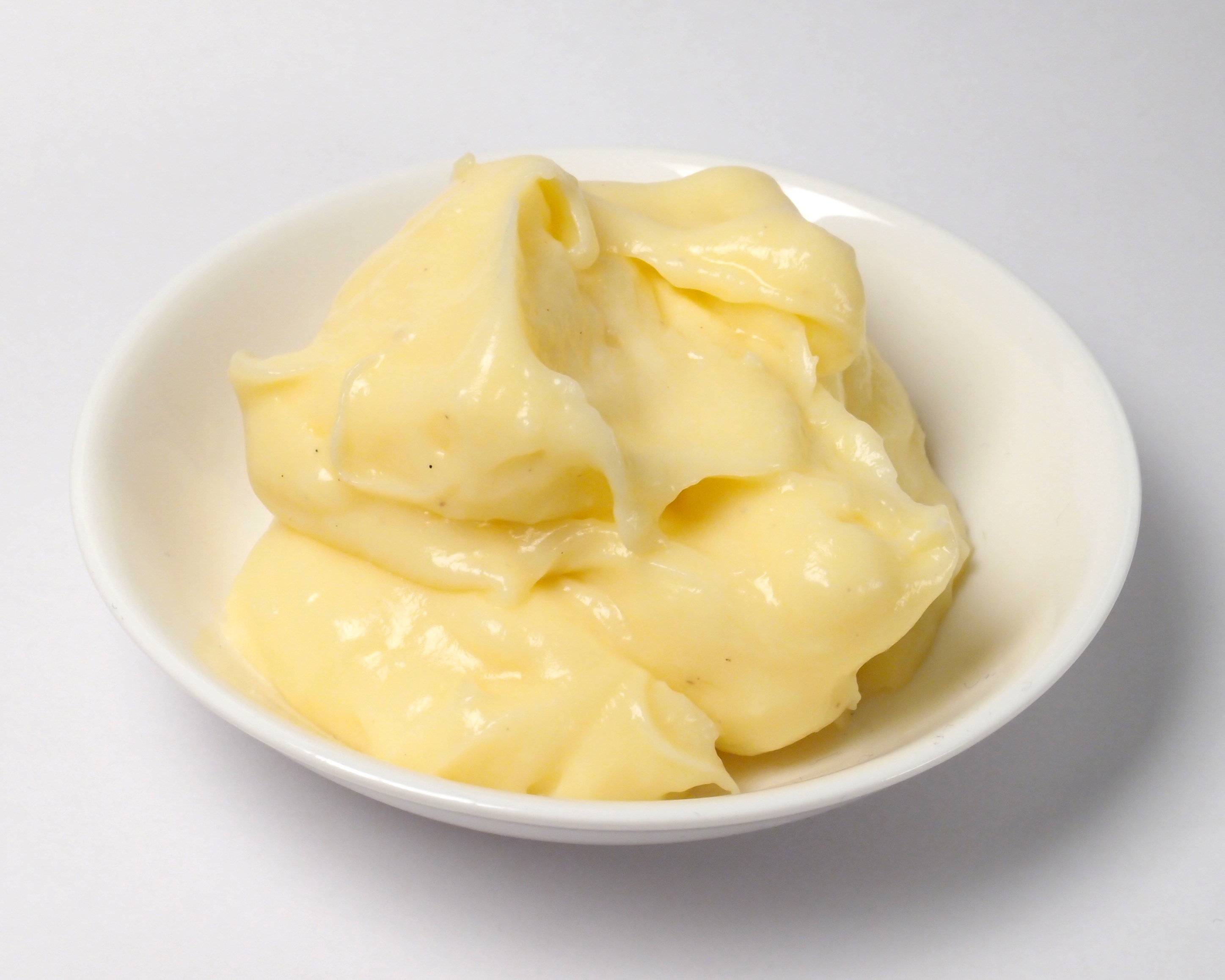
Creme de confeiteiro

O creme cozido (pronto) é um gel fraco, viscoso e tixotrópico; embora se torne mais fácil de mexer quanto mais for manipulado. Ele não recupera, ao contrário de muitos outros líquidos tixotrópicos, a viscosidade perdida com o tempo. Por outro lado, uma suspensão de pó de creme de leite cru (amido) em água, com as proporções adequadas, tem a propriedade reológica oposta: é tixotrópica negativa ou dilatante, permitindo o efeito do fluido não newtoniano.